# Gluck (cráter)
Gluck es un cráter de impacto de 100 km de diámetro del planeta Mercurio. Debe su nombre al compositor alemán Christoph Willibald Gluck (1714-1787), y su nombre fue aprobado por la  Unión Astronómica Internacional en 1979.